# Ягдпанцер 38 Хетцер
„Ягдпанцер 38“ (на немски: Jagdpanzer 38 или SdKfz 138/2), наричан още „Хетцер“ (на немски: Hetzer – „преследвач“, „гончия“), е германско самоходно противотанково оръдие от Втората световна война.
Базирано е на шасито на чехословашкия танк ЛТ-38, със силно наклонена броня на надстройката и дългостволно противотанково оръдие. Според някои следвоенни експерти „Хетцер“ е решението срещу многобройните съюзнически танкове М4 Шърман и Т-34. Съветски ветерани също се изказват положително за машината. Появява се в заключителния етап на войната и, въпреки че са произведени около 2800 машини, те никога не достигат.

## Разработка
При бомбардировки през ноември 1943 г. са унищожени част от производствените мощности на фабриката „Алкет“ (Alkett или Altmärkische Kettenfabrik) за самоходни оръдия (Щурмгешюц III). В резултат на това се проверява възможността да бъдат използвани съоръжения на „БММ“ (Böhmisch-Mährische Maschinenfabrik). На 6 декември 1943 г. в доклад до Хитлер се споменава, че този завод няма необходимото пространство и подемни мощности за сглобяване на 24-тонната машина.
Предложението на Фридрих Круп за самоходно противотанково оръдие с шаси на Панцер IV и бойно отделение на Щурмгешюц 40 е отхвърлено – танковете от този тип все още са широко използвани и отклоняването на ресурси за нови проекти е невъзможно. По изчисления на германското главно командване (ОКХ) в началото на 1945 г. армията ще има нужда от 75-мм самоходни противотанкови оръдия, с производство от не по-малко от 1100 броя на месец. От наличните разработки за най-евтина и подходяща е възприета ходовата част и силовата установка на Мардер III.
Между август и септември 1943 г. инженери от фирма „БММ“ изготвят чертежи за ново евтино самоходно противотанково безоткатно оръдие. По начални данни новата машина е с тегло 13 тона и е способна да развие 55-60 км/ч, разполага с 60 мм челна, но силно наклонена броня и достатъчно дебела странична, която да предпазва от шрапнели. Интерес към проекта е проявен едва след гореспоменатите бомбардировки. В края на ноември „БММ“ получава заповед до края на следващия месец да завърши проекта за ново щурмово оръдие.
На 17 декември 1943 г. е представен проект за 13-тонно щурмово оръдие, базирано на компоненти на оригиналния Панцер 38(т), и машина, базирана на шасито на нов разузнавателен танк. Като въоръжение на първия вариант е предложено 105-мм безоткатно оръдие, а за втория – 105-мм пускова установка за противотанкови ракети и 30-мм автоматично оръдие. В крайна сметка е предложен вариант, обединяващ по-добрите страни на двата проекта. Тъй като безоткатното оръдие и пусковата установка са в начален процес на разработка за основно въоръжение е избрано 75-мм противотанково оръдие (PaK 39 L/48), въведено в серийно производство за Ягдпанцер IV.
На 24 януари 1944 г. е изготвен дървен модел, а два дни по-късно е представен на Службата по въоръжение на сухопътните войски (Heereswaffenamt). На 27 януари машината е окончателно одобрена и скоро след това е приета на въоръжение под означение Sturmgeschütz nA mit 7,5 PaK 39 L/48 Auf Fahrgestell PzKpfw 38(t) – „75-мм щурмово оръдие от нов вид базирано на шаси на Панцер 38(т)“.
Командването на артилерията държи това означение да остане, защото иска машината за себе си. От своя страна, генерал Хайнц Гудериан, като генерален инспектор на танковите войски, иска новата машина да бъде самоходно противотанково оръдие. В крайна сметка Гудериан надделява. На 11 септември 1944 г. машината получава официално наименование Jagdpanzer 38 – Panzerjäger 38 (7.5cm Pak 39 (L/48) (Sd.Kfz.138/2) – „Ягдпанцер 38 – Панцерйегер 38, въоръжен със 7,5-см противотанково оръдие“.
Името „Хетцер“ е получено в резултат на недоразумение. Това е кодовото име на друг проект, споменат по време на среща между отдел за тестване на оръжията към Службата по въоръжение на сухопътните войски (Wa Prüf) и „БММ“ за определяне на концептуалния модел на Ягдпанцер 38. От „БММ“ погрешно разбират, че „Хетцер“ е названието на тяхната машина, а не конкурентен дизайн. В информационен бюлетин до Хитлер от 4 декември Гудериан затвърждава грешката. Той погрешно обяснява, че „Хетцер“ е прякор на Ягдпанцер 38, даден от войниците.
Ягдпанцер 38 достига стадий на масово производство само за четири месеца. Не са изработвани прототипи за пълни тестове, но такива не са необходими, тъй като всички компоненти на Панцер 38(т) са тествани и са се доказали през годините.
Някои от преимуществата на „Хетцер“ са също и недостатъци. Силно наклонената броня и ниският профил, които го правят по-неуязвим за вражеските танкове и артилерия, ограничават силно пространството на бойното отделение, а командирът на машината има ограничен брой прибори за наблюдение. От произвежданите през войната немски самоходни противотанкови оръдия „Хетцер“ има най-малка възможност за движение на оръдието. Първоначалните планове предвиждат то да е разположено в средата на машината. По тази причина приборите и предпазителят му са разположени от дясната страна, където е трябвало да бъде пълначът. Тясното бойно отделение принуждава изнасянето на оръдието максимално вдясно. По този начин на пълнача се налага да зарежда оръдието от неудобната страна, да се протяга над него, за да включи или изключи предпазителя и да се протяга под или през пътя на движение на отката на оръдието, за да достигне голяма част от наличните муниции.

## Техническо описание

### Корпус
„Хетцер“ е проектиран така, че да представлява малка цел. Висок е едва 1,845 м (2,1–2,17 м заедно с щита на картечницата) и широк 2,526 м (2,63 заедно със страничните панели). Шасито е с дължина 4,766 м, а общата дължина с оръдието е 6,27 м. Оръдието се издига на 1,402 м от земята.
Всички бронирани повърхости са силно наклонени. Челната горна броня е с дебелина от 60 мм и наклон от 60 градуса спрямо вертикалната ос, а челната долна броня е с дебелина от 60 мм (по съветски данни 64 мм) и наклон от 40 градуса. Предната броня се състои от валцовани бронирани плочи, които се застъпват и са заварѐни за увеличаване на здравината. Използването на заварки вместо болтове намалява времето за производство на корпуса почти наполовина. Предната броня е изготвена съгласно спецификация „Е22“ и е с твърдост по Бринел от 265-309. Страничните и задни панели с дебелина от 20 мм са направени от нисколегирана стомана (Siemens-Marteneit) с твърдост по Бринел от 220-265. Въпреки малката дебелина те осигуряват сравнително добра защита на екипажа от противотанкови пушки и малокалибрени снаряди (до 45 мм), както и от шрапнели от по-големи снаряди и бомби. Горните странични панели са под наклон 40 градуса, долните странични и задната плоча – под 15 градуса. Горната броня е с дебелина 8 мм, а долната е 10 мм.
Способност на съюзнически танкове да пробиват бронята на Ягдпанцер 38:
|                                     | Кромуел 75 мм М3 | Чърчил 75 мм М3 | Шърман А2 75 мм М3 | Шърман А4 76 мм M1A1 | T34/85 85 мм S53 | ИС-2 122 мм A19 |
| Предна                              | Предна           | Предна          | Предна             | Предна               | Предна           | Предна          |
| ----------------------------------- | ---------------- | --------------- | ------------------ | -------------------- | ---------------- | --------------- |
| Купол                               | —                | —               | —                  | —                    | —                | —               |
| Щит на оръдието                     | 0 м              | 0 м             | 0 м                | 100 м                | 100 м            | 500 м           |
| Бронирана плоча пред механик водача | 0 м              | 0 м             | 0 м                | 0 м                  | 0 м              | 0 м             |
| Челна                               | 0 м              | 0 м             | 0 м                | 800 м                | 400 м            | 1200 м          |
| Странична                           |                  |                 |                    |                      |                  |                 |
| Купол                               | —                | —               | —                  | —                    | —                | —               |
| Надстройка                          | 3000 м           | 2600 м          | 3000 м             | 3500+ м              | 3500+ м          | 3500+ м         |
| Шаси                                | 3500+ м          | 3500 м          | 3500+ м            | 3500+ м              | 3500+ м          | 3500+ м         |
| Задна                               |                  |                 |                    |                      |                  |                 |
| Купол                               | —                | —               | —                  | —                    | —                | —               |
| Шаси                                | 3500+ м          | 3400 м          | 3500+ м            | 3500+ м              | 3500+ м          | 3500 м          |

### Ходова част
Окачването на Ягдпанцер 38 използва водещите и паразитните колела на Панцер 38(т). Водещите са в предната част на машината. Те са двуредови, с по 19 зъба на ред, и диаметър от 535 мм. За разлика от ЛТ-38 четирите опорни колела при „Хетцер“ са с по-голям диаметър (увеличен от 775 до 810 мм) и машината разполага само с едно поддържащо колело. Теглото на Хетцер от 16 тона се разпределя между вериги с ширина 35 см, а контактната повърхност е с дължина 3,02 м, което води до сравнително ниско налягане със земята от 0,76 кг/см2. Една верига (Kgs350/140) е изградена от 96 звена (понякога и 98). За подобрена маневреност веригата е удължена от 2140 до 2630 мм.

### Електрооборудване
Електрическата система е изпълнена с едножилни проводници и е под напрежение от 12 волта. Захранването се осигурява от генератор Бош (Bosch GQLN 30/12-900) и оловен акумулатор Бош с капацитет 100 амперчаса. Запалителната система е Бош със стартер Бош (Bosch BPD 3/12). Електрическата система се използва за подсветката на прицела, клаксона, фаровете, пътните лампи, радиостанциите и спусъка на оръдието.

### Въоръжение
Основното въоръжение на Хетцер е 75 мм противотанково оръдие PaK 39, калибър 48. Монтирано е в дясната част на машината, на лафет поддържан от челната горна броня. Това ограничава хоризонталното движение наляво до едва 5 градуса и 11 (10) градуса вдясно вместо предвидените от началния проект 15. Освен това дясното окачване е натоварено допълнително с 55 кг в резултат на това изместване на оръдието вдясно.
За да може да се вмести в тясното бойно отделение, сравнително голямото оръдие е поставено на карданна рамка, проектирана за противотанкови оръдия PaK 39 и PaK 40 през 1942 – 1943 г. от К. Щолберг. Немското командване решава да я използва едва след пленяването на съветски самоходни артилерийски установки С-1 (СУ-76И), СУ-85 и СУ-152, които използват подобни разработки.
Бронепробиваемостта на оръдието е определена с огневи тестове. Проведени са срещу бронирани листове разположени на 30 градуса спрямо вертикалната ос. Резултатите са показани в следващата таблица.
| Вид снаряд       | Pzgr.39 | Pzgr.40 | Gr.38 HL/C |
| ---------------- | ------- | ------- | ---------- |
| Тегло на снаряда | 6,8 кг  | 4,1 кг  | 5 кг       |
| Начална скорост  | 750 м/с | 930 м/с | 450 м/с    |
| Разстояние       |         |         |            |
| 100 м            | 106 мм  | 143 мм  | 100 мм     |
| 500 м            | 96 мм   | 120 мм  | 100 мм     |
| 1000 м           | 85 мм   | 97 мм   | 100 мм     |
| 1500 м           | 74 мм   | 77 мм   | 100 мм     |
| 2000 м           | 64 мм   |         | 100 мм     |

Първи отдел за тестване на оръжията към службата по въоръжение на сухопътните войски (Wa Prüf 1) изготвя на 5 октомври 1944 г. доклад, касаещ способност на Ягдпанцер 38 да пробива бронята на съюзническите танкове. Данните са изчислени на базата на предположението, че танкът е разположен на повърхност под наклон 30 градуса спрямо снаряда и в табличен вид изглеждат по следния начин:
|                                     | Кромуел 75-мм М3 | Чърчил 75-мм М3 | Шърман А2 75-мм М3 | Шърман А4 76-мм M1A1 | T34/85 85-мм S53 | ИС-2 122-мм A19 |
| Предна                              | Предна           | Предна          | Предна             | Предна               | Предна           | Предна          |
| ----------------------------------- | ---------------- | --------------- | ------------------ | -------------------- | ---------------- | --------------- |
| Купол                               | 1000 м           | 1700 м          | 1000 м             | 1000 м               | 700 м            | 100 м           |
| Щит на оръдието                     | 1600 м           | 1400 м          | 100 м              | 100 м                | 100 м            | 0 м             |
| Бронирана плоча пред механик водача | 1800 м           | 1300 м          | 0 м                | 0 м                  | 0 м              | 0 м             |
| Челна                               | 1400 м           | 1100 м          | 1300 м             | 1300 м               | 0 м              | 100 м           |
| Странична                           |                  |                 |                    |                      |                  |                 |
| Купол                               | 1800 м           | 1700 м          | 3000 м             | 3000 м               | 1300 м           | 300 м           |
| Надстройка                          | 3000 м           | 3000 м          | 3500+ м            | 3500+ м              | 1400 м           | 200 м           |
| Шаси                                | 1800 м           | 3000 м          | 3500+ м            | 3500+ м              | 3200 м           | 500 м           |
| Задна                               |                  |                 |                    |                      |                  |                 |
| Купол                               | 2100 м           | 2600 м          | 3000 м             | 3000 м               | 1800 м           | 0 м             |
| Шаси                                | 3500+ м          | 3500+ м         | 3500+ м            | 3500+ м              | 1000 м           | 100 м           |

Допълнителното въоръжение се състои от картечница МГ-34, разположена на покрива с възможност за кръгов обстрел. Може да бъда управлявана и използвана от пълнача намиращ се в бойното отделение. Към нея той разполага с перископ с 3 кратно увеличение, а спусъкът е разположен на дясната дръжка за управление на картечницата. Патроните не се подават с лента и се налага пълначът да отваря люка и да сменя пълнителя с капацитет 50 патрона. На картечницата е поставен щит (при първите произведени машини такъв липсва), но разстоянието между него и основата, както и скъсените му страни, за да не пречи на прицелния перископ на оръдието, не осигуряват пълна защита.

### Двигател и трансмисия
Хетцер разполага с бензинов двигател Прага АЕ (Praga AE), който представлява разработка на шведския двигател Сканиа-Вабис 1664 (Scania-Vabis 1664). Той е 6 цилиндров, лесен за поддръжка и с добри експлоатационни характеристики. Мощността му в различни разработки е между 160 и 176 к.с. при 2500 об/мин (150 к.с. при 2600 об/мин). Работният обем на двигателя е 7754 см3. Хетцер разполага с полуавтоматична трансмисия Прага-Уилсън (Praga-Wilson) с пет предни и една задна скорости. Резервоарите са с общ капацитет от 320 литра (два резервоара – един с обем 220 и един със 100 литра), които осигуряват запас на ход от 180 км (185-195 км) по шосе и 130 км по пресечен терен. Максималната скорост на машината е 46,8 км/ч. Ягдпанцер 38 разполага с два карбуратора Солекс (Solex 46 FNVP).

### Средства за наблюдение
Уредите за наблюдение са ограничени. Два перископа (понякога е монтиран само по един) за механик водача и перископичен мерник за основното оръдие Sfl.Z.F.1a използван от стрелеца. Пълначът разполага с перископ за картечницата, който може да се върти на 360 градуса, и фиксиран перископ към лявата страна. Командирът може да използва перископ SF14Z, но само при отворен люк. Екипажът няма почти никаква видимост към дясната страна на Ягдпанцер 38.

### Радио
При Ягдпанцер 38 се използва система за вътрешна комуникация. В „Хетцер“ е монтирано радио FuG5, което се състои от 10 W предавател и УКВ приемник. То работи в диапазона от 27,2 до 33,3 MHz и позволява безжична комуникация до 6,4 км (глас) и 9,4 км (морзова азбука). Командната версия на машината е снабдена с второ радио – Fu 8. То разполага с 30 W предавател и приемник на средни вълни. Работи в диапазона от 0,83 до 3 MHz и позволява безжична комуникация, в стационарно положение, до 50 км (глас) и 120 км (морзова азбука), а в движение обхвата намалява до 15 км (глас) и 50 км (морзова азбука).

## Доработки
Готова за бойни действия машина тежи 16 тона вместо първоначално планираните 13. Тези три допълнителни тона натоварват допълнително ходовата част и окачването от листови пружини. Машината е по-тежка и по-ниска с 10 см (8-10 см) в предната част. На 25 юни 1944 г. е взето решение за следните модификации:
- изменение на бронята с цел равномерно разпределение на тежестта;
- разработване на нова силова установка;
- използване на по-дебели листови пружини, за компенсиране на неравномерно разпределената маса и подобряване на характеристиките на ходовата част.

През април 1944 г. са премахнати скобите за извличане от бойното поле. Заменени са с отвори в добавеното разширение на задната броня на шасито. Кожухът на оръдието е олекотен чрез смаляване на фланеца на горната челна броня. За ускоряване на производството е прекратено пробиването на отвори във външния пръстен на водещите колела. Щитът на картечницата е скъсен.
Между май и юли 1944 г. са нанесени промени по командирския люк, който се отваря към задната част, а също и по двата люка за зареждане на радиатора (в долната дясна част) и на резервоара (в долната лява част). Премахнат е топлинният предпазител на ауспуха. Поставени са три цилиндъра с отвори, които са предназначени за поставяне на кран, в случай че се наложи ремонт на двигателя или трансмисията и при демонтаж на оръдието. За да се ограничат „слепите“ зони около машината са добавени два перископа. Един е поставен от лявата страна и осигурява поле за наблюдение от около 200 градуса, а вторият е насочен назад. Възможността за наблюдение отдясно на машината остава силно ограничена.
През август 1944 г. са въведени по-леки вътрешен и външен кожух на оръдието, което намалява теглото с 200 кг. Въведени са опорни колела с централен диск с увеличен диаметър и по-малки джанти. За да се ускори допълнително производството започва внедряването на различни паразитни колела.
През октомври 1944 г. отворите за перископа на механик–водача са изрязани в челната броня, а кожухът му е премахнат. Това се прави, за да се избегне проникване на бронебойни снаряди през него. Поставен е метален сенник за перископа. Болтовете на опорните колела са заменени с нитове. Поставени са искрогасители (Flammvernichter). Поставен е и пружинен компенсатор в задната част на цевта на картечницата. Въведена е нова дюза за по-бързо зареждане на резервоарите. Ненадеждната електрическата горивна помпа е заменена с ръчна помпа „Золекс“ (Solex-Handpumpe).
През ноември 1944 г. броят на снарядите е увеличен от 41 на 46. Въведена е нова, по-надеждна водна помпа. Модифицирани са отдушниците, за да се осигури равномерно отопление на екипажа. Поставена е нагряваща плоча за акумулатора, за да се избегне замръзването му. В бойното отделение е добавен вентилатор за горещите летни дни.
От средата на януари 1945 г. е въведен нов диференциал Модел 6,75 с предавателно отношение 10:80, който заменя стария Модел 6 с предавателно отношение 12:88. Започва монтирането на подобрен двигател с мощност 176 к. с. (до 180 к. с.) и усилена ходова част.
На 19 март 1945 г. Гудериан издава заповед за преминаване към дизелов двигател. Тя не е изпълнена, поради опасения, че производството ще бъде забавено. Проучване на Службата по въоръжение на сухопътните войски показва, че подобна промяна би наложила подмяна на всички части освен бронята, опорните и паразитните колела.
За прикрепяне на клони за камуфлаж в горната предна и странична част на корпуса са заварѐни малки пръстени. Отворите, използвани за извличане на повредена машина от бойното поле, са подсилени или заменени със заварѐни U-образни скоби.

## Серийно производство
На 18 януари 1944 г. са поръчани 1000 Панцерйегер 38(т). Определен е график за достигане на производство от 1000 броя на месец.
|       | 1944 г. | 1944 г. | 1944 г. | 1944 г. | 1944 г. | 1944 г.   | 1944 г.  | 1944 г. | 1944 г.  | 1945 г. | 1945 г.  | 1945 г. |
| Завод | април   | май     | юни     | юли     | август  | септември | октомври | ноември | декември | януари  | февруари | март    |
| „БММ“ | 20      | 50      | 100     | 200     | 250     | 300       | 350      | 400     | 400      | 400     | 450      | 500     |
| Шкода | 0       | 0       | 0       | 10      | 50      | 100       | 150      | 200     | 300      | 400     | 450      | 500     |

Договорът на „БММ“ е увеличен до 2000 броя с номера 321001-323000, а след завършването им са преномерирани, започвайки от 325001. В тези бройки са включени Бергепанцерваген 38, ремонтно-евакуационна машина, и Ягдпанцер 38 Щар, опростена версия на Ягдпанцер 38. Шкода също получава договор за 2000 броя с номера 323001-325000.
Първите три броя са завършени по график през март 1944 г. и са приети от инспектор от службата по въоръжение на сухопътните войски през април. Последвани са от още двадесет броя и на 20 април са демонстрирани на Хитлер. „БММ“ успяват да постигнат целите за май и юни, но не покриват тази за юли. Като причина се посочва забавяне на доставките на оръдейните лафети. Освен това произведените през този месец машини имат редица недостатъци: проблеми с въздушните филтри, карбураторите, свещите, стабилизаторите и други. По тази причина службата по въоръжение на сухопътните войски намалява плановите бройки за периода август-декември.
Шкода завършват първите десет машини през юли. При тях проблемите са повече, което е свързано с неопитния персонал. До този момент „Шкода“ не са произвеждали бронирани машини, с изключение на няколко прототипа за германската армия. Освен това заводът е обект на бомбардировки през октомври и декември.
Четири фирми получават поръчки за доставка на компоненти за Ягдпанцер 38. Сред тях са „Шкода“ в Пилзен, „БММ“, „Линке Хофман“ в Бреслау и „ПОЛДИ Хюте“ (POLDI Hütte) в Хомутов, Западна Чехия.
През януари 1945 г. е достигнат рекорд за месечно производство: 434 машини. След 1 февруари са поръчани още 2100 Хетцер. За юни 1945 г. е запланувано производството на Ягдпанцер 38(д) – модел с дизелов двигател.
Производството намалява през февруари, поради бомбардировките над Прага, и продължава да намалява през март и април. Това се дължи на прекъсвания на тока, недостиг на части и бомбардировка на „БММ“ на 25 март. По тези причини сглобяването на машините се поверява на още няколко завода (в Миловице и Шлан). На 24 април заводът на „Шкода“ е бомбардиран отново. През май основен проблем е недостигът на оръдия PaK 39, които се произвеждат в Германия. По тази причина започва да се монтира 75-мм оръдие StuK 40, произвеждано от „Шкода“ в Пилзен.
Въпреки гореизброените проблеми през войната са произведени общо около 2800 Ягдпанцер 38.
Таблица на производството по месеци:
| Месец | Планирани* | Приети** | Произведени от „БММ“** | Произведени от „Шкода“ |
| 1944 г. | 1944 г.    | 1944 г.  | 1944 г.                | 1944 г.                |
| --- | ---------- | -------- | ---------------------- | ---------------------- |
| март | 0          | 0        | 3                      | 0                      |
| април | 20         | 23       | 20                     | 0                      |
| май | 50         | 50       | 50                     | 0                      |
| юни | 100        | 100      | 100                    | 0                      |
| юли | 175        | 100      | 100                    | 10                     |
| август | 175        | 171      | 150                    | 20                     |
| септември | 250        | 124      | 190                    | 30                     |
| октомври | 330        | 290      | 133                    | 57                     |
| ноември | 350        | 403      | 298                    | 89                     |
| декември | 380        | 327      | 223                    | 104                    |
| 1945 г. |            |          |                        |                        |
| януари | 430        | 434      | 289                    | 145                    |
| февруари | 350        | 398      | 273                    | 125                    |
| март | 350        | 301      | 148                    | 153                    |
| април/май | 250        | ?        | 70                     | 47                     |
| Общо |            |          | 2047+                  | 780+                   |
| * Планирано производство базирано на производството от предходния месец ** Включва Бергепанцерваген 38 и Ягдпанцер 38 Щар |            |          |                        |                        |

## Модификации
От май 1944 г. се произвежда командна версия на „Хетцер“ – „Панцербефелсваген 38“ на немски: Panzerbefehlswagen 38), в която картечницата и част от мунициите са пожертвани за сметка на допълнителни радиостанция и антена. На базата на „Хетцер“ е създаден и влекач „Бергепанцер 38“, който обаче може да извлича само по-леки танкове. В края на 1944 г. двадесет „Хетцера“ са оборудвани с огнехвъргачки и получават названието „Флампанцер 38“ (на немски: Flammpanzer 38). Модификацията „Хетцер-Бизон“ е въоръжена със 150-мм оръдие за поддръжка на пехотата. До края на войната са разработени варианти на „Хетцер“ за разузнавателни машини, основен танк, самоходна гаубица, усъвършенствани САУ, които не са одобрени заради конкуренцията на по-добри проекти или остават недовършени заради разгрома на Третия райх.

## Бойна история
Три месеца след началото на серийното производство са сформирани първите бойни части. Между 4 и 13 юли 1944 г. 731-ви противотанков батальон е снабден с 45 машини и е прикрепен към група армии „Север“, а между 19 и 28 юли е сформиран 743-ти противотанков батальон и е прикрепен към група армии „Център“ на Източния фронт. Всеки батальон се състои от три роти от по 14 машини плюс още 3 за щаба на батальона. Освен тях 731-ви противотанков батальон разполага и с четири ремонтно-евакуационни машини. Само още три противотанкови батальона са снабдени са Ягдпанцер 38: 741-ви през септември 1944 г., 561-ви през февруари 1945 г. и 744-ти през март 1945 г.
Основният замисъл при създаването на Ягдпанцер 38 не е формиране на независими противотанкови батальони, а попълване на пехотните дивизии с противотанкови роти. Те трябва да се използват за поддръжка на атаки на пехотата или контраатаки срещу противникови пробиви. В рамките на пехотните дивизии са сформирани противотанкови роти с по 14 машини, до януари 1945 г., и с 10 машини след февруари 1945 г.
В началото на 1945 г. от всички налични Хетцер боеспособни са около 67-68%. Това са високи показатели, като се има предвид, че тези машини участват не само в борбата с противниковата бронетехника, но и срещу пехота и огневи точки.
Ягдпанцер 38 получава добри отзиви за участието си в Арденската офанзива, където действа в изпълнението на различни задачи. В Прибалтийските райони и Унгария противотанковите роти са използвани успешно срещу пробиви в защитната линия. Добро е представянето им по време на боевете за Будапеща, където по спомени на ветерани, групи от по три-четири машини действат синхронизирано и се прикриват взаимно при пресичане на кръстопътища, маневрират и си осигуряват прикриващ огън една на друга.
В района на езерото Балатон и град Секешфехервар подразделения, в чийто състав влиза Хетцер понасят тежки загуби. Там те са използвани в ролята на танкове по време на атака през открита местност в условия на плътен огън от страна на съветската артилерия. Големи загуби от тези понася и групата на генерал Шернер, при пробив на съветските войски в Южна Моравия са пленени 50 изправни изоставени Хетцер и Щурмгешюц 40, с боеприпаси и гориво.
По време на въстанието в Прага Ягдпанцер 38 е използван както от немците, така и от въстаниците. Няколко машини са пленени и поради липсата на въоръжение или муниции са използвани като подвижни бронирани картечни огневи точки.
Българската армия получава 4 броя „Хетцер“ на 17 март 1945 г. от трофейните складове на Трети украински фронт. Зачислени са като щурмово оръдие „Прага“. Заедно с 5 други щурмови оръдия с тях се формира щурмова батарея към бронираната дружина на Първа българска армия. Заемат позиции за отбрана в края на април 1945 г. край гр. Наканиджа, Унгария, където ги заварва и краят на бойните действия в Европа. След войната са свалени от въоръжение и вероятно са заровени като ДОТ на южната граница.

## Следвоенно производство и използване

### СССР
След войната в съветски ръце попада документацията на „Ягдпанцер 38 Щар“ (опростен вариант на „Хетцер“, без противооткатен механизъм на оръдието, с 12-цилиндров дизелов двигател и запас на ход 200 км). Към проекта е проявен интерес и за осъществяването му е събран екип от немски и съветски специалисти. Работата им продължава една година. Има сведения, че е започната работа по изготвянето на прототип. В крайна сметка проектът е спрян, тъй като 75-милиметровото оръдие вече е недостатъчно за борба с противниковите танкове, а поставянето на по-мощно оръдие е свързано с промени по корпуса и ходовата част.

### Чехословакия
След края на войната на територията на Чехословакия се намират над 300 Ягдпанцер 38 пригодни за възстановяване и довършване. Освен тях около 100 машини са изправни и са приети на въоръжение. На 27 ноември 1945 г. щабът на танковите войски на Чехословакия взема решение за използване на бивши немски бойни машини за нуждите на отбраната на страната. Сред избраните машини са „Хетцер“, получил ново означение СТ-I (ST-I), „Мардер“, с ново означение СТ-II (ST-II), а за обучение на личния състав на танковите войски се използва „Хетцер“ с премахнато въоръжение и означение СТ-III (ST-III).
През февруари 1946 г. фирма „ЧКД“ (Českomoravská Kolben-Daněk) получава поръчка за производство или основен ремонт на 50 машини СТ-I, преоборудвани съгласно новите изисквания и 50 учебни машини СТ-III. През 1947 г. Шкода получава поръчка за 20 СТ-I, а през 1949 г. за още 30 машини. През 1950 г. Чехословакия разполага със 150 машини СТ-I и СТ-III от ново поколение. Броят нараства до 249 или 252 машини ако се включат изправните немски машини.
От 1949 до 1955 г. фирма „ЧКД“ работи по проект за огнеметен танк МП-I (MP-I) с цилиндричен купол върху шаси от СТ-I и двучленен екипаж. Проектът се забавя заради недостатъчната далекобойност на огнехвъргачката (достига максимум 140 м) и постепенно военните губят интерес.

### Г-13 (G-13)
На 15 август 1946 г. Швейцария поръчва от Чехословакия осем изтребители на танкове с маса до 16 тона. Изпратеният образец „Хетцер“ се харесва на швейцарските военни, които присвояват на машината обозначение G-13. Шкода бързо изпълнява поръчката като използва наличните немски машини. През ноември 1946 г. е направена нова поръчка за 100 машини. Тъй като наличието на оръдия PaK 39/2 е изчерпано, а през войната „Шкода“ произвежда противотанкови оръдия PaK 40 е взето решение те да бъдат пригодени за „Хетцер“. Освен това бензиновият двигател е заменен с дизелов с мощност 148 к.с. на фирма „Заурер“. Командирският люк е преместен в лявата страна и е оборудван с въртящ се перископ. Картечницата в горната част на машината е заменена със зенитна. G-13 се харесва на швейцарските военни и през 1947 г. поръчват още 50 броя. Те остават на въоръжение в швейцарската армия до 1966 – 1968 г.